# Стримон (фема)

Фемы у побережья Эгейского моря около 900 года.

Фема Стримон (греч. θέμα Στρυμόνος) — византийская провинция (фема), расположенная в современной греческой Македонии, со столицей в городе Серрес. Существовала с середины-конца IX века по середину XIV века.

## Расположение
Фема охватила регион между реками Стримон и Нестос, между Родопскими горами и Эгейским морем. Район был стратегически важным — он не только контролировала выходы к горным перевалам из преобладавших славянами внутренних районов Балкан в прибрежные равнины Македонии, но и пересекалась связывавшей Фркию со вторым по размеру городом империи Фессалониками дорогой Via Egnatia. С конца VII в. этот регион был населён преимущественно славянами, сохраняя его значительную долю, по крайней мере, до XI века. Главными городами региона были Серры, Филиппы, Христуполис и Хрисополис, хотя изначально он также мог включать города Ксанти и Мосинополис к востоку от Стримона.

## История
В VIII в. Стримон был клейсурой фемы Македония. Точная дата его образования как самостоятельной фемы неизвестна, но, вероятно, это относится к первой половине IX века. Отрывок из Феофана Исповедника, датированный 809 г., может подразумевать существование фемы к этому времени, но её наместник не упомянут в Тактиконе Успенского ок. 842. Стратег Стримона впервые появляется в Клитолорологии 899 г., хотя серия печатей с именами как архонтов, так и стратегов Стримона известна со второй четверти IX века. Кроме того, примерно в то же время епископ Серрский был возведён в сан архиепископа, что, возможно, указывает на размещение там столицы фемы. Некоторые историки, такие как французский византинист Поль Лемерль, считают дату создания фемы концом 840-х гг. во время походов Феоктиста против славян, но историк Уоррен Тредголд считал, что Стримон стал полноценной фемой в ок. 896 г. для борьбы с болгарским царём Симеоном I.

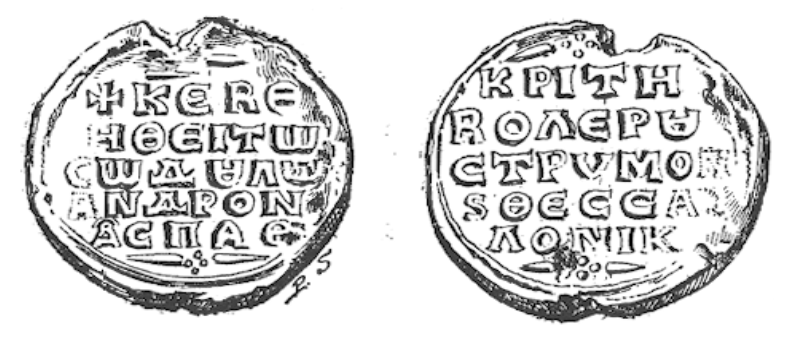
Печать протоспафария и критеса Болерона, Стримона и Фессалоник Андроника (XI—XII вв.).

В конце X века тема была разделена на две части: Стримон, также известный как Хрисевба или Хрисава (Χρυσεύβα/Χρυσάβα. По словам греческого византивиста Николая Икономидиса, это является эллинизированной формой названия «Крушево», современный Ахладохори), и фему Новый Стримон (Νέος Στρυμών, упоминается только в Эскориальском Тактиконе ок. 975 г.). Учёный отождествляя Новый Стримон либо с частью старой фемы к востоку от Нестоса, которая позже была выделена в отдельную фему как Болерон (греч. Βολερόν), либо с северной частью вдоль верхнего Стримона, возможно, присоединённой к империи после похода Иоанна Цимисхия против Болгарии 971 г. К концу X в. фема Стримон, по-видимому, объединилась с фемой Фессалоники и, возможно, также с Драгувитией, а в XI в. — с Болероном.
Фема существовала до Четвёртого крестового похода 1204 г., после которого вошла в состав королевства Фессалоника, а затем — Эпирского царства. В 1246 году после отвоевания Македонии никейским императором Иоанном III Ватацем, фема была восстановлена как отдельная провинция. Однако в XIV в. она была объединена с другими провинциями в фемы Болерон и Фессалоники или как отдельную фему Серры и Стримон. Фема была окончательно распущена после завоевания региона Сербским царством в 1340-х годах во время византийской гражданской войны.